# Miloslav Štědrý
Miloslav Štědrý (29. ledna 1914, Tovéř - 9. července 1966, Dolany) byl protikomunistický bojovník a významný představitel 3. odboje na Olomoucku.
Původním povoláním byl chemik, autor mnoha zlepšovacích návrhů v oblasti chemie, člen Československé strany národně socialistické. Je známý svým ozbrojeným odbojem proti komunistickému režimu na Olomoucku (Československo) v letech 1950 - 1951.

## Životopis
Štědrého rodiče, Eduard a Marie, vychovávali všechny své děti Boženu, Jiřinu, Vladimíra a Miloslava v duchu nové Masarykovy Československé republiky, tj. se silným zaměřením na pročeské národní cítění, smysl pro myšlenkovou svobodu a demokracii. Eduard Štědrý dokonce delší dobu působil v Tovéři v době tzv. „první republiky“ v zastupitelstvu obce. Miloslav byl jako dítě významně ovlivňován okolím, kde vyrůstal a pochopitelně též svou rodnou obcí, která v té době patřila k bohatým hanáckým vesnicím. Štědrý byl velmi talentovaný zejména v oblasti rozvíjejícího se oboru moderní chemie. Jeho schopnosti v této vědní oblasti si všimli i nadřízení při konání vojenské prezenční služby. Bohužel však Štědrého plánovanou kariéru v prvorepublikové armádě zhatil 15. březen 1939 a příchod německých vojsk. Další ránou pak pro něj bylo uzavření vysokých škol 17. listopadu 1939, kdy musel nuceně přerušit studium. V průběhu 2. světové války pracoval v závodě Milo a později jako výpravčí u ČSD v Olomouci. Okupaci Československa nesl stejně těžce jako většina obyvatelstva. Netrvalo dlouho a Štědrý se aktivně zapojoval do různých činností, kterými mohl v rámci svých omezených možností poškozovat nacistický režim. Pro podezření z ukrývání hledané osoby byl několikrát vyslýchán na olomouckém gestapu.
Ačkoliv se Tovéř nenacházela v oblasti tzv. Sudet, poválečná situace nedala sedlácké obci příliš klidu. Štědrý s nelibostí vnímal celorepublikové napětí vyvolávané mocenským vlivem Sovětského svazu, které v konečném důsledku mělo zásadní vliv právě i na hanáckou vesničku. Ihned v roce 1945 vstupuje do (v té době jediné povolené „pravicověji“ smýšlející strany) Československé strany národně socialistické. Po válce je povýšen do hodnosti poručíka v záloze, avšak vzhledem k situaci, která se pomalu vyostřovala již neusiluje o kariéru v armádě. V soukromém životě začíná pracovat jako chemik v Brně, Olomouci a později v Ostravě. V tomto oboru podal celou řadu zlepšovacích návrhů a byl spoluautorem patentů v chemické výrobě. Se svým bratrem Vladimírem Štědrým pomáhá mnohým sedlákům v okolí s opravou zemědělských strojů. Po vzoru svého otce se taktéž částečně angažoval ve veřejném životě. Podle hodnocení nadřízených měl výborné analytické myšlení, v práci byl neobyčejně vytrvalý a houževnatý. Jistou nevýhodou pro pozdější dobu strávenou v komunistických lágrech byla jeho přímost v osobním styku, nekompromisní a sebevědomý postoj, který nemusel vždy každému zcela vyhovovat.

### Odbojová činnost
Miloslav Štědrý působil v odbojové skupině Ervína Nejdla jako radiotelegrafista. Organizace byla napojena na francouzskou tajnou službu SDECE se sídlem v rakouském Innsbrucku. Bohužel skupina však byla řízena vysoce postavenými tzv. dvojími agenty pracujícími pro Státní bezpečnost Metodějem Skopalem a Bohumilem "Bernardem" Hruškou (později oba, pravděpodobně pod novou identitou, kterou od StB získali za zásluhy, zmizeli ve Francii a USA). Postupem času Štědrý rozpoznal léčku a začal rozplétat a odkrývat aktivity StB v rámci této skupiny. Zjistil, že se vlastně jednalo o důmyslnou akci StB s cílem kontroly podřízených složek krajského velitelství StB Olomouc a Brno. Bohužel však již bylo příliš pozdě na to, aby dokázal včas zmizet. Přesto se mu však podařilo v květnu 1951 uprchnout estébákům při zatýkání v Ostravě. Na vlastní pěst se pak pustil do ozbrojené odbojové činnosti a snažil se zprostředkovaně upozornit ostatní členy organizace na rafinovanost vedoucích představitelů tzv. odbojové skupiny. Tou dobou přespával někdy nepozorovaně, ale někdy s plným vědomím u mnoha toveřských občanů. Zároveň připravoval akce, které měly zásadním způsobem narušit kolektivizaci v Tovéři a znepokojit tak komunisty v obci. Za pomoci rafinované zpravodajské hry StB (k dopadení Štědrého využila StB také Ervína Nejdla), byl však odzbrojen a zadržen v červnu 1951 u Přerova při odchodu do Rakouska.
Na vlastní kůži poté poznal drastické vyšetřovací metody vyhlášených sadistů Housírka či Drabiny v olomoucké vyšetřovací vazbě StB. Vyšetřovatelé se snažili získat ze Štědrého informace o lidech, kteří mu byli nápomocni. Štědrý však nikdy nesdělil estébákům víc než to, co sami již věděli. Po jednom z krutých výslechů, při kterém mu byly hašeny cigaretové nedopalky o obličej a dřevěnou tyčí rozbíjena chodidla, uvolnil ve své cele mříž a v noci 11. července 1951 se mu podařilo, jako jedinému v celé historii olomoucké vyšetřovací vazby (v současnosti Žižkovo náměstí), uprchnout. Využil nepozornosti strážců a momentu překvapení. Po útěku přes městské kanály se dostal do relativního bezpečí.
První dny přežil prakticky jen díky bezmezné podpoře známých v Tovéři. Poté se nějakou dobu skrýval ve stodolách v Dolanech či Tovéři. Rodný dům čp. 4 byl neustále ve dne i v noci hlídán, a to jak příslušníky StB tak některými z místních pomocníků. Později se přesunul do lesů nad obec, kde si vybudoval úkryty. Po nocích pozoroval příslušníky StB jak chystají léčky a provádí domovní prohlídky. Pomocí mrtvé schránky umístěné na rodinném hrobě v Dolanech komunikoval se svojí sestrou a získával informace o dění v obci. Opět začal připravovat akce, kterými by narušil co možná nejvíce komunistické represe v obci. Nikdo nikdy nevěděl, kde se vyskytuje a kdy a kde se opět objeví. Mezi příslušníky StB vyvolávala jeho činnost obavy. 3. srpna 1951 narazil při noční návštěvě svého bydliště, kam pronikl přes zahradu, na příslušníky StB, kteří na něj číhali v zahradě u domu. Z přestřelky, která následovala, dokázal uprchnout; podle archivních záznamů Státní bezpečnost od tohoto data zintenzívnila střežení obce a povolaly se další jednotky. Okruh spolehlivých (pro Štědrého) lidí se však nadále zužoval. Je nutné podotknout, že také díky ochotným spolupracovníkům StB z Toveře a Dolan. Štědrý si v důsledku docházející munice a chybějících zdrojů naplánoval odchod do západního sektoru, kde chtěl západní zpravodajské agentury informovat o dvojitých agentech a praktikách StB. Tuto svou cestu plánoval zrealizovat za pomoci kamaráda z Tovéře, který pracoval u ČSD. Požadoval umožnit cestu rychlíkem do Českých Budějovic, kde hodlal proniknout přes hranice. „Kamarád“ však vše ohlásil na StB v Olomouci a tak byl dne 11. října 1951 zatčen na nádraží v Zábřehu na Moravě.

### Vězení
V červnu 1952 mu byl v procesu v rámci akce „Mýtina“ a „Štědrý“ původní navrhovaný trest smrti zmírněn a byl odsouzen k doživotnímu trestu odnětí svobody a doživotní ztrátě občanských práv za velezradu, vyzvědačství, pokus o vraždu a maření úředního rozhodnutí. Je nutné podotknout, že následovaly další procesy ve kterých byla souzena spousta jeho spolupracovníků, ale také lidí, kteří mu tzv. „jen dali chléb“ odsouzena k mnoha letům odnětí svobody. StB měla své lidi prakticky všude a tak se postupně dozvídala o jeho spolupracovnících, ačkoliv Štědrý sám nic zásadního neprozradil. Jako vězeň A05852 poznal Jáchymovské doly, odkud se neúspěšně v roce 1952 a 1954 pokusil utéct. Byl také vězněn v táboře Vojna u Příbrami, ve Valdicích či v Leopoldově. Nikde se věznitelům nepodařilo zlomit jeho demokratické smýšlení a víru v osvobození ČSR západními státy. I ve vězení se snažil neustále narušovat komunistické hospodářství. Za cenu fyzických trestů, nekonečných samovazeb a korekcí odmítal plnit předepsané pracovní normy při těžbě uranu nebo v brusírně skla. Jeho povaha byla mnoha bachařům trnem v oku. Ve vězení byl spíše samotářský a nestýkal se s ostatními spoluvězni. Mnohokrát byl svědkem toho, kdy někteří z řad vězňů byli „donašeči“ a proto si udržoval od ostatních jistý odstup. V roce 1957 zrealizoval pomocí vlastního paklíče útěk z věznice ve Valdicích. Byl však později chycen a zadržen.

### Po propuštění
Z vězení byl propuštěn až 6. dubna 1964 po 13 letech v době, kdy už v ČSSR bylo patrné určité uvolnění. Mnoho obyvatel obce však nadále žilo v obavách z možné perzekuce a tak se Štědrému raději vyhýbali. Po svém propuštění byl neustále (nejen) pod dohledem StB a musel se v pravidelných intervalech hlásit na stanici SNB. Nicméně i tak Štědrý nebyl zlomený a chtěl si dodatečně vyřídit neuzavřené účty s lidmi, kteří v padesátých letech informovali Státní bezpečnost a dostali tak spoustu obyvatel Tovéře včetně jeho samotného do vězení. Život Miloslava Štědrého však 9. 7. 1966 za záhadných okolností ukončil pád ze stromu při sbírání lipového květu v Dolanech na návsi. Podle některých verzí se mezi obyvateli Dolan mluvilo o autě, které se znenadání vyřítilo od Bělkovic, Štědrému podrazilo žebřík a ujelo. U neustále sledovaného člověka, který byl i nadále některým lidem nepohodlným, byl v podmínečném trestu a který mohl doživotně pracovat pouze v těžkém průmyslu, nebyl žádný zájem na prošetření.

## Odraz v médiích
Začátkem šedesátých let (ještě v době, kdy byl vězněn) byl příběh této odbojové skupiny vylíčen, avšak tendenčně značně zkreslen a ideologicky upraven, ve hvězdně obsazeném filmu Kohout plaší smrt s Josefem Bekem, Karlem Högrem a Janem Třískou.
Jeho případ byl vyšetřován a prostudován Úřadem pro dokumentaci a vyšetřování zločinů komunismu v roce 2006. V témže roce byla otevřena expozice s jeho případem Štědrého v rámci výstavy „Lidé proti lidem“ v Muzeu Čs. opevnění K-S 14 "Cihelna" Králíky.
Společnost Člověk v tísni uveřejnila v rámci cyklu „Příběhy bezpráví“ v Lidových novinách medailonek o Miloslavu Štědrém. Na cyklus Příběhy bezpráví navázala v roce 2007 výstava o třetím odboji, která byla umístěna na pražském Václavském náměstí. Zde byl presentován Štědrého případ mezi ostatními významnými představiteli tzv. třetího odboje. Česká televize natáčela přímo v Tovéři a okolí v roce 2007 dokument o Miloslavu Štědrém. Byl odvysílán v rámci cyklu V zajetí železné opony.